# カリーニョ
カリーニョ（Cariño）は、スペイン・ガリシア州ア・コルーニャ県のムニシピオ（基礎自治体）。コマルカ・ド・オルテガルに属する。1988年オルティゲイラより分離、ガリシア州の313番目の自治体として創設された。ガリシア統計局によると、2010年の人口は4,530人（2009年：4,590人、2006年：4,700人、2005年：4,788人、2004年：4,798人、2003年：4,812人）である。住民呼称はcariñés/-esa。
ガリシア語話者の自治体人口に占める割合は95.22％（2001年）。

## 地理
カリーニョはア・コルーニャ県の北東部に位置し、コマルカ・ド・オルテガルに属する。北は大西洋、東はリア・デ・オルティゲイラに面し、南はオルティゲイラと、西はセデイラの各自治体と隣接、自治体中心地区はカリーニョ教区のカリーニョ地区。
カリーニョはオルティゲイラ司法管轄区に属す。

### 人口
| カリーニョの人口推移 1991－2012                         |
|                                                         |
| 出典:INE（スペイン国立統計局）1900年 - 1991年、1996年 - |

## 歴史
1988年1月21日オルティゲイラから分離、自治体カリーニョが創設された。

## 政治
自治体評議員はガリシア民族主義ブロック：4、ガリシア国民党（PPdeG）：4、ガリシア社会党（PSdeG-PSOE）：3となっている（2011年5月22日自治体選挙結果、得票順）。 
| 2011年5月22日の自治体選挙 |        |        |          |
| 政党                      | 得票数 | 得票率 | 獲得議席 |
| BNG                       | 937    | 36.98% | 4        |
| PPdeG                     | 836    | 32.99% | 4        |
| PSdeG-PSOE                | 703    | 27.74% | 3        |

## 教区
カリーニョは5の教区に分けられている。太字は自治体中心地区のある教区。
- カリーニョ（サン・バルトロメウ）
- フェアス（サン・ペドロ）
- ランドイ（サンティアーゴ）
- ア・ペドラ（サンタ・マリーア）
- シスムンディ（サント・エステーボ）